# Blyxa vietii
Blyxa vietii es una especie de Liliopsida del género Blyxa, de la familia Hydrocharitaceae, del orden Alismatales.

## Distribución
Blyxa vietii se distribuye por Vietnam.

## Taxonomía
Fue descrita científicamente por C.D.K.Cook & Luond. Fue publicado por primera vez en Mitt. Bot. Staatssamml. München 16: 487 (1980).